# ダラス交響楽団
ダラス交響楽団（Dallas Symphony Orchestra）は、アメリカ合衆国のオーケストラ。テキサス州ダラスのモートン・マイヤーソン・シンフォニー・センターを本拠地とする。

## 概要
1900年より指揮者ハンス・クライシヒと40名の楽団員によって、演奏活動を開始した。その後も演奏者数を増やしながら活動を続け、1945年にアンタル・ドラティを音楽監督に迎えるまでになる。ドラティ体制下で完全にプロフェッショナルのオーケストラになった。創立以来しばしば活動停止を余儀なくされており、2度の世界大戦中（1914年 - 1918年、1942年 - 1945年）、1974年の財政危機により活動を中断した。
ドラティ以降の音楽監督にはゲオルク・ショルティ、エドゥアルド・マータ、アンドルー・リットン、ヤープ・ヴァン・ズヴェーデンらがいる。現在の音楽監督は2020年に就任したファビオ・ルイージ。

## 主な歴代音楽監督
- アンタル・ドラティ（1945年 - 1949年）
- ウォルター・ヘンドル（1949年 - 1958年）
- パウル・クレツキ（1958年 - 1961年）
- ゲオルク・ショルティ（1961年 - 1962年）
- ドナルド・ジョハノス（1962年 - 1970年）
- アンシェル・ブルシロウ（1970年 - 1973年）
- マックス・ルドルフ（1973年 - 1974年）
- エドゥアルド・マータ（1977年 - 1993年）
- アンドルー・リットン（1994年 - 2006年）
- ヤープ・ヴァン・ズヴェーデン（2008年 - 2018年）
- ファビオ・ルイージ（2020年 -  ）